# Campeonato de Wimbledon 1910
La edición 34.º del Campeonato de Wimbledon se celebró entre el 20 de junio y el 30 de junio de 1910 en las pistas del All England Lawn Tennis and Croquet Club de Wimbledon, Londres, Inglaterra.
El cuadro individual masculino lo iniciaron 92 jugadores mientras que el femenino lo iniciaron 33 tenistas.

## Hechos destacados
En la competición individual masculina se impuso el neozelandés Anthony Wilding logrando el primer título que obtendría en el torneo al imponerse en la final al británico Arthur Gore.
En la competición individual femenina la victoria fue para la británica Dorothea Douglass logrando el cuarto título que obtendría en Wimbledon al imponerse a la británica Dora Boothby.

## Palmarés
| Seniors              | Vencedor                       | Resultado          | Finalista                         | Finalista |
| -------------------- | ------------------------------ | ------------------ | --------------------------------- | --------- |
| Individual masculino | Anthony Wilding                | 6–4, 7–5, 4–6, 6–2 | Arthur Gore                       |           |
| Individual femenino  | Dorothea Douglass              | 6–2, 6–2           | Dora Boothby                      |           |
| Dobles masculino     | Josiah Ritchie Anthony Wilding | 6–1, 6–1, 6–2      | Arthur Gore Herbert Roper Barrett |           |

## Cuadros Finales

### Torneo individual  femenino
| Predecesor: 1909                           | Campeonato de Wimbledon 1910 | Sucesor: 1911                                       |
| Predecesor: Campeonato de Australasia 1910 | Grand Slam 1910              | Sucesor: Campeonato nacional de Estados Unidos 1910 |

- Datos: Q2119702